# Testa (zoologia)

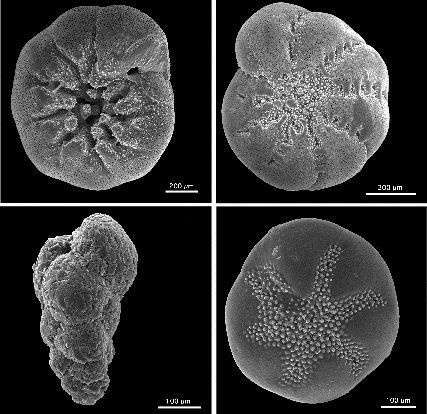
Conquilla interna d'un foraminífer.

Testa en zoologia és la conquilla interna que presenten alguns protists i també altres animals, per exemple els Foraminifera, Radiolaria i algunes amebes. En els foraminífers s'acostuma a anomenar conquilla o closca i en els radiolaris esquelet. Pot ser de naturalesa orgànica o mineral i construïda per segregació o per agregació de partícules.
El terme testa prové del llatí « testa » i significa « conquilla dura ».

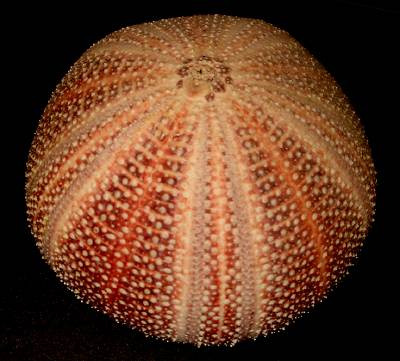
Testa d'un eriçó de mar

La testa quan està feta de minerals aquests són calcaris o de sílice, també pot estar composta de quitina o de materials compostos.
Serveix de protecció a alguns animals com els eriçons de mar i els mol·luscs. En les diatomees pren el nom de frústula.
Se'n troben fòssils sovint. Si la conquilla és externa, la denominació correcta és teca.